# Amt Northeim
Das Amt Northeim war ein historischer Verwaltungsbezirk des Königreichs Hannover bzw. der preußischen Provinz Hannover.

## Geschichte
Das Amt Northeim ging aus dem altwelfischen Amt Brunstein (benannt nach der gleichnamigen Burg) hervor. 1840 wurde der Amtssitz im Zuge der Vereinigung des Amtsgerichts Brunstein mit dem Stadtgericht Northeim nach Northeim verlegt und das Amt 1859 um die früheren Ämter Moringen und Nörten vergrößert. Aufgegangen sind im Amtssprengel auch die geschlossenen adeligen Gerichte Hardenberg, Imbshausen, Üssinghausen. 1885 wurde es in die Kreisverfassung überführt und um die Städte Northeim und Moringen erweitert.

## Gemeinden
Das Amt Northeim umfasste bei seiner Aufhebung (1885) folgende Gemeinden:
| - Asche (**) - Behrensen (**) - Berwartshausen (**) - Bishausen (*) - Blankenhagen (**) - Bühle (Northeim) (*) - Denkershausen - Edesheim - Ellierode (**) - Elvershausen - Elvese (*) - Ertinghausen (**) | - Espol (**) - Fredelsloh (**) - Großenrode (*) - Hammenstedt - Hardegsen (**) - Hardenberg (*) - Hettensen (**) - Hevensen (**) - Hillerse (*) - Höckelheim - Hohnstedt | - Imbshausen - Lagershausen - Langenholtensen - Lichtenborn (**) - Lütgenrode (*) - Lutterbeck (**) - Lutterhausen (**) - Marienstein (*) - Nienhagen (**) - Nörten (*) - Oberdorf-Moringen (**) | - Oldenrode (**) - Schnedinghausen (**) - Sudershausen (*) - Sudheim (*) - Thüdinghausen (**) - Trögen (**) - Üssinghausen (**) - Unterbillingshausen (*) - Vogelbeck - Wiebrechtshausen - Wolbrechtshausen (**) |

(*) Aus dem ehemaligen Amt Nörten; (**) aus dem ehemaligen Amt Moringen.
- Karte mit allen verlinkten Seiten:
- OSM |
- WikiMap

## Amtmänner
- 1841–1842: Georg Grimsehl, Amtsassessor (auftragsweise), zuvor Amtmann des Amts Brunstein
- 1842–1865: Alfred Heyne
- 1865–1885: Alfred Freiherr von Grote, Amtmann, ab 1885 Landrat